# HMS Rödlöga (M48)
HMS Rödlöga (M48) var en minsvepare i svenska flottan av typ fiskeminsvepare byggd i trä avsedd att utbilda besättningar för mobilisering till tjänstgöring ombord på trålare modifierade för hjälpminsvepning. Såldes 1999 på västkusten, har sedan byggts om till logementpråm.